# Schloss Remplin

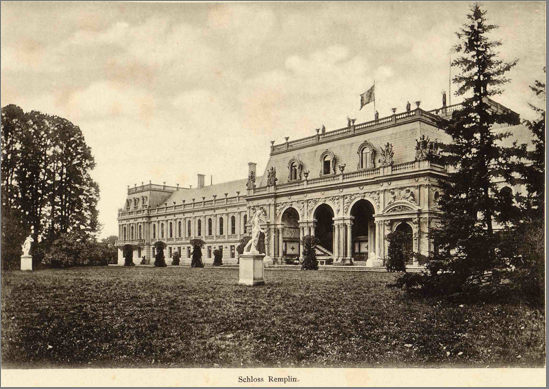
Schloss Remplin im 19. Jahrhundert

Das Schloss in Remplin in Mecklenburg-Vorpommern (historischer Landesteil Mecklenburg-Schwerin) war ein barockes Landschloss mit üppiger Ausstattung. Es wurde durch einen Brand 1940 bis auf den Nordflügel weitgehend zerstört und nicht wieder aufgebaut.

## Das Rempliner Schloss

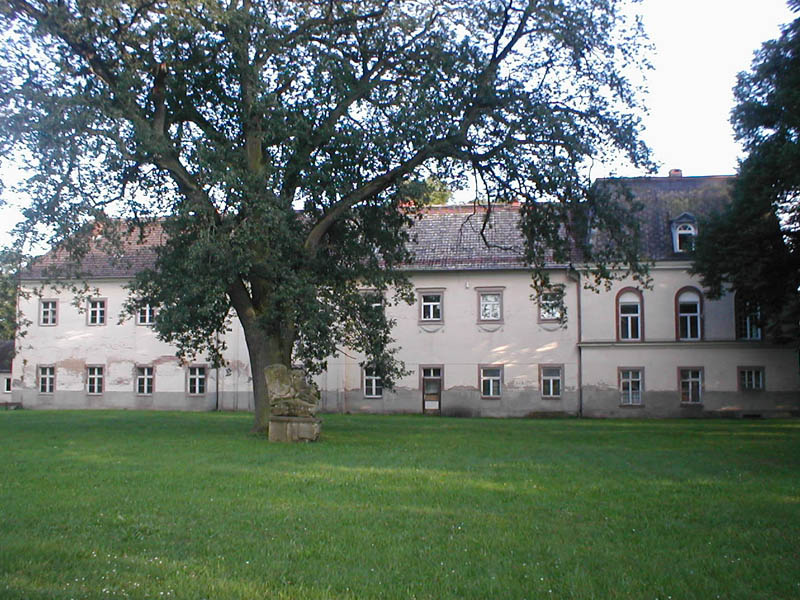
Der erhaltene Nordflügel des Schlosses

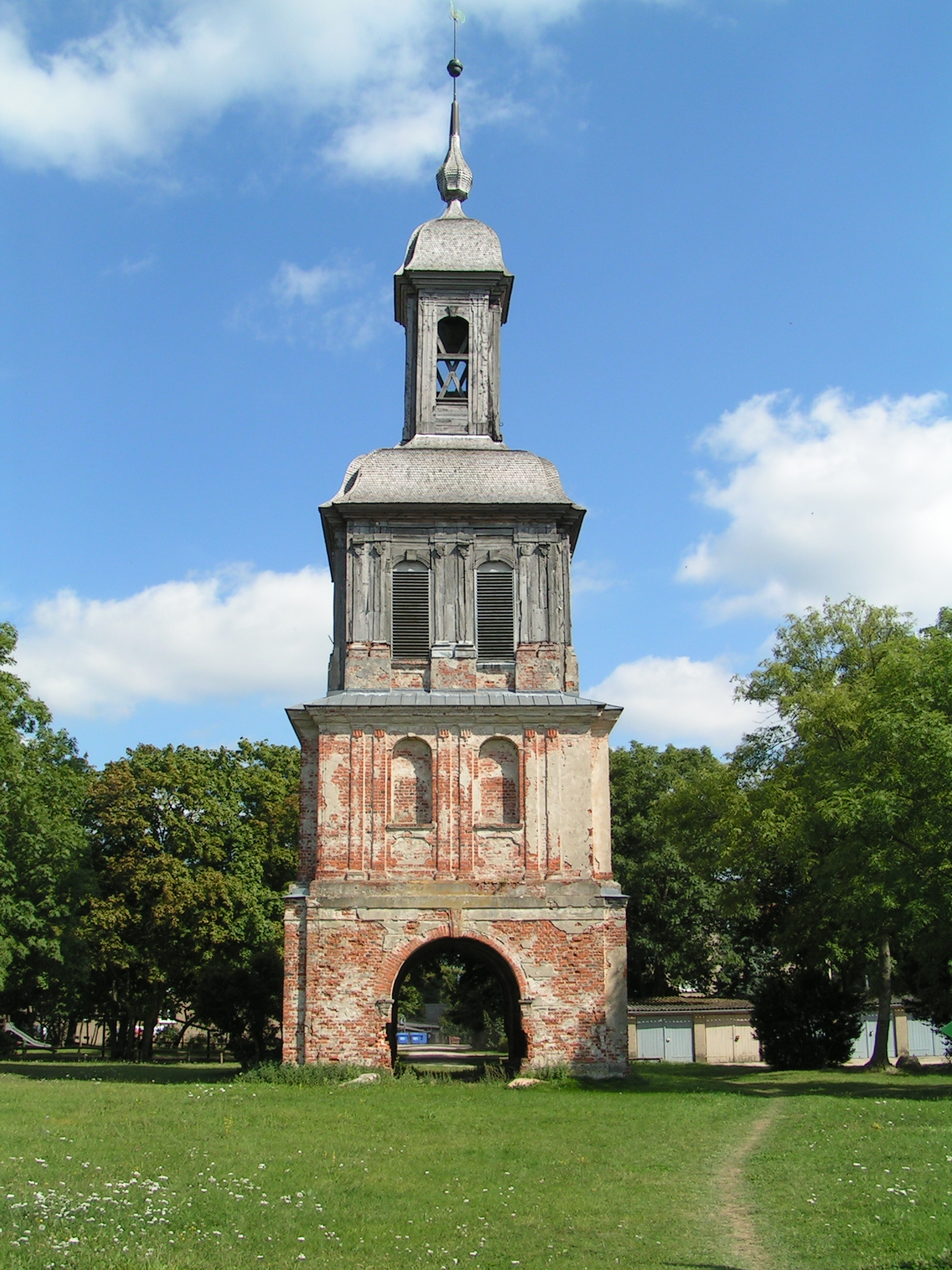
Der ehemalige Torturm des Rempliner Schlosses

Das Schlossgelände befand sich seit 1405 im Besitz der gräflichen Familie von Hahn. Das eigentliche Schloss bestand aus einem älteren Renaissancebau, welcher in der Mitte des 18. Jahrhunderts durch zwei seitliche Anbauten zu einer dreiflügeligen Barockanlage umgestaltet wurde.
Anfang des 19. Jahrhunderts verschuldete sich der als „Theatergraf“ bekannt gewordene Carl (Friedrich) von Hahn durch seine Leidenschaft für die Bühne immer mehr und die Rempliner Güter mussten schließlich 1816 verkauft werden. Erster neuer Eigentümer war Georg Wilhelm von Schaumburg-Lippe, der Schloss und Gut 1848 an Karl von Maltzahn veräußerte. 1852 erwarb Herzog Georg zu Mecklenburg, der jüngere Sohn des Großherzogs Georg von Mecklenburg-Strelitz, aus Anlass seiner Hochzeit mit Großfürstin Katharina Michailowna Romanowa Gut und Schloss als Fideikommissherrschaft für sich und seine Nachkommen. Er ließ ab 1860 den 35 Hektar umfassenden Barockpark, der als einer der größten in Mecklenburg galt, in einen Landschaftsgarten englischer Prägung umgestalten. Die Pläne dafür stammten von Peter Joseph Lenné. Ab 1865 wurde auch das Schloss umgeformt, der Berliner Architekt Friedrich Hitzig erneuerte die Fassaden im Stil der Neorenaissance. Nach Abschluss der Arbeiten war das mittlere Corps de Logis mit einer prächtigen, arkadengeschmückten Loggia versehen, die Dekorationen der Gartenfassade waren nach französischen Vorbildern in Beaux-Arts-Architektur gestaltet. Auch die Innenräume wurden neu ausgeschmückt. Dabei legte man großen Wert auf eine erlesene Ausstattung; sowohl die Materialien für den Umbau als auch die Kunstwerke und Möbel wurden größtenteils in Italien und Frankreich erworben. Die Bibliothek des Hauses soll um die 12.000 Bände umfasst haben.
Das Schloss war bis ins 20. Jahrhundert bewohnt, zunächst jedoch nicht ständig. Erst nach der Russischen Revolution, als es der Familie gelang, in den Westen zu flüchten, wurde das Haus ab 1923 zum Heim für Georg Herzog zu Mecklenburg und seine Familie sowie seine Tante Herzogin Helene zu Mecklenburg(-Strelitz). Ab 1930 verbrachte Carl Michael zu Mecklenburg seine letzten Lebensjahre ebenfalls in Remplin. Die Familie Georgs Herzog zu Mecklenburg wurde durch die Nationalsozialisten unter anderem aufgrund ihrer dynastischen Verbindungen nach Russland und wegen ihres politischen Katholizismus verfolgt (Georg Herzog zu Mecklenburg war 1920 zur katholischen Kirche konvertiert). Das letzte große Fest war die Hochzeit von Franz Ferdinand von Isenburg mit Irina Tolstaja (1917–1998) am 27. Juni 1939. Die Braut war eine Tochter von Irina Michailowna Rajewskaja (1892–1955), der zweiten Frau von Georg Herzog zu Mecklenburg, aus ihrer ersten Ehe mit Graf Alexander Tolstoi (1888–1918).
Am Abend des 10. April 1940 stand das Schloss aus bis heute ungeklärten Gründen in Flammen. Eine Brandstiftung wird aus den genannten Gründen vermutet, konnte aber nie bewiesen werden. Den Zeitungsmeldungen konnte man damals entnehmen, dass ein Schornsteinbrand schuld am Unglück gewesen sein soll. Das Feuer legte das Hauptgebäude in Schutt und Asche, nur der Nordflügel konnte vor der Zerstörung gerettet werden. Mit dem Schloss gingen diverse Kunstschätze der herzoglichen Familie verloren. Die Familie verließ Schloss Remplin nach dem Brand und kehrte nicht zurück, Georg Alexander wurde später ins KZ Sachsenhausen verbracht. Bedingt durch die Wirrungen des Zweiten Weltkrieges und der Situation der Familie in Deutschland, wurde ein Wiederaufbau nicht in Betracht gezogen. Nach 1945 wurde der gesamte Besitz schließlich enteignet.
Auf dem Schlossgelände finden sich bis heute noch die ehemaligen Nebengebäude der Anlage, wie der 37 Meter hohe Torturm von 1750, die Wirtschaftshäuser und die Gutskirche. Auch der Schlosspark mit dem Sternwartenturm von 1801 ist in Teilen erhalten, so gibt es eine 200-jährige Lindenallee und auch die barocke Grundstruktur ist stellenweise noch zu erkennen. Der Parkbereich wird gepflegt und ist für Besucher zugänglich.

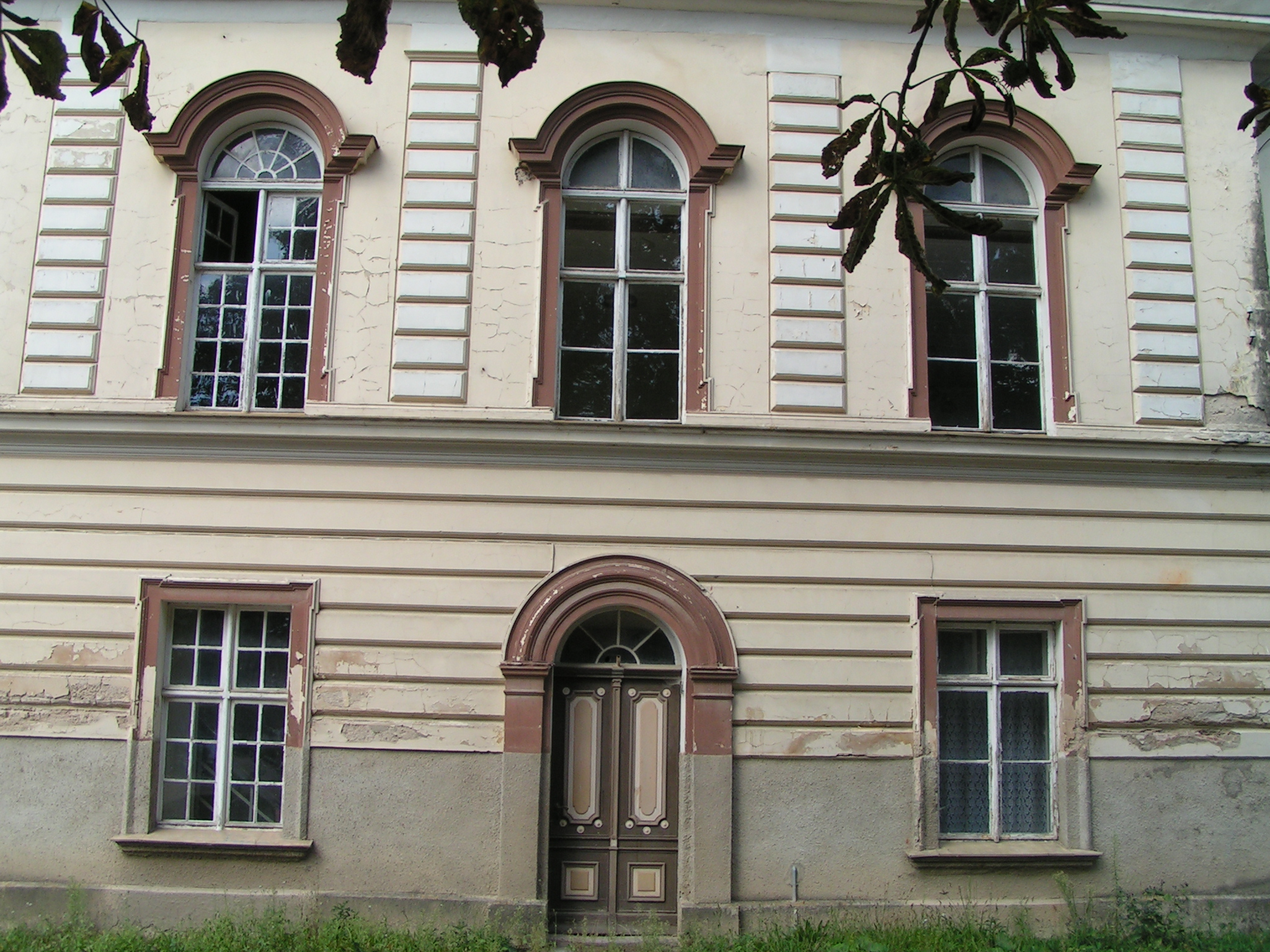
Detail des Nordflügels
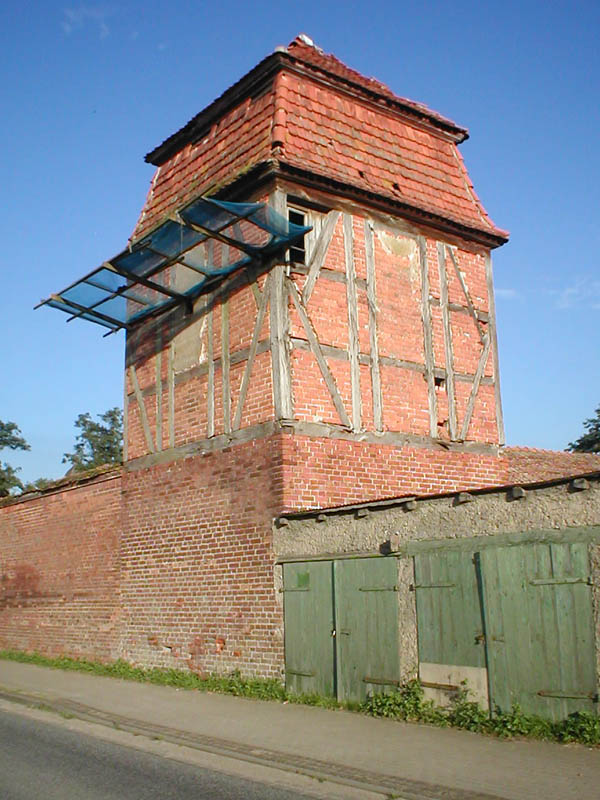
Taubenturm
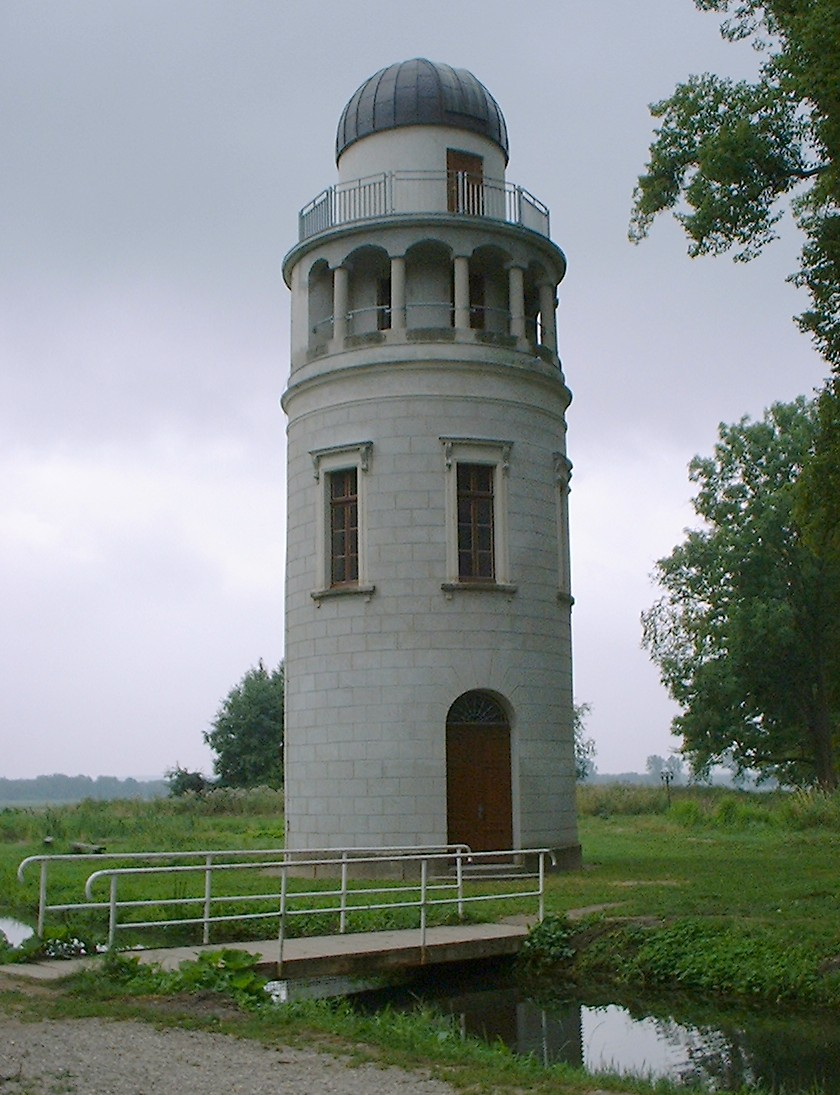
Sternwartenturm im Schlosspark